# Svettens Söner
Svettens Söner var ett punkband från Helsingborg som bildades 1978.

## Medlemmar
- Staffan Rundqvist trummor
- Jon Ossler gitarr
- Pelle Ossler bas, sång
- Eva Surbus (Sång på "Härifrån")
- Thomas Fritz (Tidigare upplaga av bandet) sång
- Ola Linfeldt  (Tidigare upplaga av bandet) trummor
- Lars "Gussi" Gustavsson (Tidigare upplaga av bandet) trummor

## Diskografi
- 1981 - Fahlmans Fik (EP)

1. Härifrån
2. Fahlmans Fik
3. Dom Äger Mej
4. Min Egen Väg
5. Boppers Fy Skam